# 維克托鎮區 (堪薩斯州奧斯伯恩縣)
維克托鎮區（英語：Victor Township）為美國堪薩斯州奧斯伯恩縣轄下的鎮區。2010年美国人口普查中該鎮區人口有11人。

## 地理
維克托鎮區涵蓋總面積為92.91平方（35.87平方英里），其中92.84平方（35.85平方英里）為陸地，0.08平方（0.031平方英里）或0.08%為水域。海拔高度585（1,919英尺）。

## 人口統計
根據2010年美國人口普查，維克托鎮區人口有11人，住房10戶，人口密度為0.12人/每平方公里。此鎮區居民之種族中，白人有11人，非裔美國人有0人，美洲原住民有0人，亞裔美國人有0人，太平洋島裔美國人有0人，其他種族有0人，混血種族則有0人。此外此鎮區有0人為西班牙裔或拉丁裔美國人。